# Říčany (Brno-vidéki járás)
Říčany község Csehországban, Brno-vidéki járásban. Říčany Rosice, Ostrovačice, Veverské Knínice, Říčky és Litostrov településekkel határos. Lakosainak száma 2140 fő (2024. január 1.).

## Népesség
A település lakosságának változását az alábbi diagram mutatja:
| Lakosok száma | 1061 | 1164 | 1614 | 1631 | 1715 | 1671 | 2036 | 2071 | 2088 | 2140 |
|               | 1869 | 1890 | 1921 | 1950 | 1980 | 2001 | 2017 | 2019 | 2022 | 2024 |